# Mburku jezik
Mburku jezik (barke, barko, burkanawa, kariya, lipkawa, mburkanci, wudufu, wuufu; ISO 639-3: bbt), afrazijski jezik čadske skupine kojim se služi 12 000 ljudi (2000) u nigerijskoj državi Bauchi, Darazo LGA..
Pripada užoj zapadnočadskoj skupini, podskupini B.2.

## Vanjske poveznice
- Ethnologue (14th)
- Ethnologue (15th)